# Hjørdis (tv-serie)
Hjørdis er et spin-off af den populære danske tv-serie Rita. Den handler om skolelæreren Hjørdis, som forsøger at sammensætte et skoleskuespil om mobning. 
Serien er anerkendt af filmelskere hele verden rundt, og modtog i 2015 en pris for bedste danske serie.[kilde mangler]

## Casting
| Skuespiller     | Karakter |
| --------------- | -------- |
| Lise Baastrup   | Hjørdis  |
| Ellen Hillingsø | Helle    |
| Martin Brygmann | Gert     |
| Robert Hansen   | Anders   |
| Pauli Ryberg    | Einar    |
| Jakob Fauerby   | Sekretær |
| Caroline Vedel  | Freja    |

## Episoder
| # | Titel          | Instrueret af | Skrevet af      | Første sendedag |
| --- | -------------- | ------------- | --------------- | --------------- |
| 1 | "Gæsten"       | Lars Kaalund  | Christian Torpe | 18. maj 2015    |
| Hjørdis vil lave et skuespil om mobning, hvor otte af skolens elever har meldt sig, som alle har deres udfordringer. Da Helle har fået at vide, at Kronprinsesse Mary vil komme for at se skuespillet, inviterer hun fire elever fra den kunstneriske bedre skole Abildgaard over, for at hæve skuespilet op på et bedre niveau. De arrogante elever fra Abildgaard skolen vil ikke samarbejde med nogle mennesker, som er langt under deres niveau, så de laver deres eget nummer. |                |               |                 |                 |
| 2 | "Gruppen"      | Lars Kaalund  | Lars Kaalund    | 25. maj 2015    |
| 3 | "Prinsessen"   | Lars Kaalund  | Lars Kaalund    | 1. juni 2015    |
| 4 | "I rampelyset" |               | Christian Torpe | 8. juni 2015    |